# مغوئية (كيسكان)
مغوئیة (بالفارسية: مغوئیه علیا) هي قرية تقع في إيران في قسم كيسكان الريفي.